# Franciszka Werner
Franciszka Werner (niem. Franziska Werner; ur. 2 grudnia 1817 w Nysie, zm. 14 grudnia 1885, tamże) – niemiecka zakonnica, współzałożycielka, wikaria generalna i druga z kolei przełożona generalna Zgromadzenia Sióstr św. Elżbiety (elżbietanek) oraz Służebnica Boża Kościoła katolickiego.

## Życiorys
Pochodziła z Dolnego Śląska (Ziemia nyska), gdzie się urodziła 2 grudnia 1817  w rodzinie mieszczańskiej szewca Franciszka i Franciszki z domu Guteratz. Następnego dnia (3 grudnia) została ochrzczona w kościele św. Jakuba w Nysie przez wikariusza Langego, której nadano imiona: Franciszka, Barbara, Augusta, a rodzicami chrzestnymi byli Józef i Rosina Wolff. Uczęszczała do Miejskiej Szkoły Katolickiej dla Dziewcząt w Nysie, gdzie oprócz czytania i pisania nauczyła się rękodzielnictwa. Między 13 a 14 rokiem życia przyjęła pierwszą komunię świętą, a następnie bierzmowanie w kościele św. Jakuba – 5 lub 6 września 1838.

### Życie konsekrowane
Pod wpływem religijnej atmosfery domu rodzinnego postanowiła wybrać drogę życia konsekrowanego, podobnie jak jej brat Teodor, który wstąpił do zakonu bonifratrów. We wrześniu 1842 dołączyła do rodzeństwa Marii (późniejszej błogosławionej) i Matyldy Merkert, które kilka tygodni wcześniej wynajęły mieszkanie w kamienicy pod patronatem św. Piotra i Pawła przy pl. Kościelnym w Nysie i za radą spowiednika ks. Franciszka Fischera połączyły swe siły z Klarą Wolff, która wystąpiła z ideą pielęgnacji chorych i opuszczonych w ich własnych mieszkaniach, rozpoczynając w ten sposób działalność charytatywną w Nysie. 31 lipca 1844 członkinie prywatnego stowarzyszenia zobowiązały się do przestrzegania statutów i porządku dziennego „Stowarzyszenia pw. Najświętszego Serca Jezusa dla pielęgnacji opuszczonych chorych”, a nazwano je „Szarymi siostrami”. 27 lutego 1846 wraz z Matyldą, która pełniła funkcję przełożonej, podjęły opiekę nad chorymi w szpitalu miejskim w Prudniku, gdzie po dwóch miesiącach zaraziły się tyfusem i zostały hospitalizowane. Około 20 maja 1846 została zwolniona ze szpitala i wraz z Marią powróciła do Nysy. Od grudnia 1846 do 27 lutego 1849 była przełożoną „Szarych sióstr” w Nysie.
27 lutego 1849 z Pragi powróciła Maria Merkert, nowicjuszka sióstr boromeuszek. W związku z tym w Nysie erygowano nowicjat sióstr boromeuszek, do którego w dniu 3 marca 1849 roku ją przyjęto, gdzie otrzymała imię zakonne Joanna. Doświadczona chorobą, po piętnastu miesiącach nowicjatu, 18 czerwca 1850 opuściła siostry boromeuszki i udała się do swoich krewnych w Jędrzychowie.
4 listopada 1850 roku wraz z Marią Merkert wystosowała list do władz cywilnych Nysy, w którym prosiła o wsparcie dla poświęcenia swych sił cierpiącym, a za patronkę erygowanego stowarzyszenia obrały św. Elżbietę Węgierską. W latach 1857–1872 była przełożoną domu zakonnego we Wrocławiu. Tam 5 maja 1860 wraz z pierwszą grupą sióstr złożyła śluby czasowe – czystości, ubóstwa i posłuszeństwa oraz czwarty – opieki nad biednymi chorymi. Następnie pielęgnowała chorych i rannych żołnierzy w czasie dwóch wojen (wojny prusko-austriackiej (1866) i wojny francusko-pruskiej (1870–1871)). Po śmierci s. Marii Merkert CSSE (14 listopada 1872), powróciła do Nysy, gdzie decyzją biskupa wrocławskiego Heinricha Förstera pełniła funkcję wikarii generalnej. 11 marca 1873 została wybrana drugą z kolei przełożoną generalną Zgromadzenia Szarych Sióstr św. Elżbiety. Po raz pierwszy w historii zgromadzenia, 11 maja 1885 w domu macierzystym w Nysie, wraz z grupą najstarszych sióstr złożyła śluby wieczyste, poświęcając zgromadzenie Niepokalanemu Sercu Maryi. Zmarła w opinii świętości 14 grudnia 1885 i została początkowo pochowana 17 grudnia na cmentarzu Jerozolimskim w Nysie u stóp s. Marii Merkert CSSE. Następnie została wraz ze szczątkami s. Marii Merkert CSSE, ekshumowana w obecności komisji specjalnej powołanej 16 lipca 1964, po czym po rozpoznaniu i oczyszczeniu szczątków złożona do kościoła św. Jakuba w Nysie, do krypty pod kaplicą Świętej Trójcy. Za zezwoleniem abp. Alfonsa Nossola, 11 września 1997 w domu macierzystym w Nysie otwarto cynkową skrzynię z cząstkami, które podczas ekshumacji w 1964 znaleziono przy jej szczątkach. Cząstki te oczyszczono, wysuszono i zabezpieczono w oddzielnych naczyniach szklanych. 19 września 1998 przeniesiono je do nowego sarkofagu umieszczonego w lewej ścianie bocznej kaplicy Świętej Trójcy w bazylice św. Jakuba w Nysie.

## Publikacje
- Franciszka Werner, Listy współzałożycielki i drugiej przełożonej generalnej Matki Franciszki Werner oraz dokumenty dotyczące historii Zgromadzenia Sióstr św. Elżbiety 1850-1885. (PDF), Rzym: Zarząd Generalny Zgromadzenia Sióstr św. Elżbiety, 2017, ISBN 978-2-7468-3552-8, OCLC 1038424980 [zarchiwizowane z adresu 2021-12-03]. Brak numerów stron w książce
- Franciszka Werner (myśli wybrała siostra M. Anna Kołodziejczyk): Wyrwane z kontekstu. Myśli matki Franciszki. Pelplin: Wydawnictwo „Bernardinum”, 2020. ISBN 978-83-8127-469-2. OCLC 1241628325. Brak numerów stron w książce

## Proces beatyfikacyjny
Z inicjatywy sióstr elżbietanek, przekonanych o świątobliwości jej życia podjęto decyzję wyniesienia jej na ołtarze. Sprawę zebrania jej dokumentacji powierzono historykowi o. Edwardowi Frankiewiczowi OFM, który w latach 1961–1972 przeprowadził kwerendy w archiwach kościelnych, zakonnych i państwowych. W latach 1959–1965 podjęto pierwsze próby wszczęcia jej procesu beatyfikacyjnego, ale ze względu na niesprzyjające uwarunkowania społeczno-polityczne, a także luki w dokumentacji, nie rozpoczęto procesu informacyjnego.
27 lutego 2020 z upoważnienia przełożonej zgromadzenia elżbietanek, s. Margarita Cebula CSSE zwróciła się do biskupa opolskiego Andrzeja Czai z prośbą o przeprowadzenie jej procesu beatyfikacyjnego. Następnie 28 lutego 2020 bp Czaja zwrócił się do Konferencji Episkopatu Polski o opinię w sprawie rozpoczęcia tego procesu. Biskupi zgromadzeni na 386. zebraniu plenarnym Konferencji Episkopatu Polski, które obradowało na Jasnej Górze w Częstochowie w dniach 27–29 sierpnia 2020, poparli tę propozycję. W tej sytuacji 24 listopada 2021 bp Czaja uroczystą mszą świętą otworzył w bazylice św. Jakuba i św. Agnieszki w Nysie jej proces na szczeblu diecezjalnym. Na postulatorkę została mianowana s. Margarita Cebula CSSE. Powołano komisję historyczną w następującym składzie:
- bp prof. Jan Kopiec – przewodniczący komisji
- ks. dr Mariusz Drygier
- s. dr Aleksandra Leki CSSE

Ponadto powołano trybunał diecezjalny w następującym składzie:
- ks. Waldemar Przyklenk – delegat biskupa
- ks. Piotr Kutynia – promotor sprawiedliwości
- ks. Maciej Skóra – notariusz aktuariusz
- s. Weronika Glombica CSSE – notariusz pomocnik
- s. Margarita Cebula CSSE – postulatorka procesu

Od tej pory przysługuje jej tytuł Służebnicy Bożej.